# George Bowers
George Bowers (Bronx, 20 de abril de 1944 — Califórnia, 18 de agosto de 2012) foi um cineasta, montador e produtor cinematográfico norte-americano.